# 쇼바이벌
쇼바이벌 은 MBC TV 의  예능 프로그램 이며 8eight 가  우승 을 차지 했는데 불미 스러운 일  때문 에 한동안 지상파 예능 에서 사라진 이영자 가 해당 프로그램 을 통해 지상파 MC 로 돌아 왔다.
하지만 , 이영자 가 해당 프로그램  방영 중 이던 2007년 5월 6일 같은 채널 《일요일 일요일 밤에》'경제 야 놀자' 게스트 로 절친 한 친구 이소라 에게 사업 자금 을 빌려 주고 고마움 의 표시로 받았다 는 다이아몬드 반지 를 감정 했다가 가짜 라는 판정 을 받자 실망 하면서 반지 를 내 던지는 장면 을 연출 했으나 이 같은 연출 이 거짓 이 었던 것 으로 밝혀져 시청 률 이 갈수록 떨어지자 2007년 가을  개편 으로 막을 내렸으며 이영자 는 이 당시 같은 채널 《지피지기》 에서 도 하차 하여 지상 파 예능 고정 활동 이 한 동안 뜸해 졌는데 코너의 흐름 을 유연 하게 조율 하기 보다 지나치게 홀로 튀는 듯 한 이영자 의  진행 방식 이 공동 MC 나 동료 게스트 들 과 조화 를 이루지 못했다 는 지적이 있었다.

## 기획 의도
신인 들 에게 초 특급 스타 로 의 발판 을 만들어 주는 프로그램 이다.

## 출연진
- 이영자

- 한준호